# 蓋恩斯堡 (喬治亞州)
蓋恩斯堡（英語：Fort Gaines）是一個位於美國喬治亞州克萊縣的城市。根據2010年美國人口普查，該地人口為1107人，而該地的面積約為19.90平方千米。同時該地也是克萊縣的縣治。

## 地理
蓋恩斯堡的座標為31°36′51″N 85°02′54″W / 31.61417°N 85.04833°W，而該地的平均海拔高度為69米（即226英尺）。